# Trần Cao (thị trấn)
Trần Cao là thị trấn huyện lỵ của huyện Phù Cừ, tỉnh Hưng Yên, Việt Nam.

## Địa lý
Thị trấn Trần Cao nằm ở phía bắc của huyện Phù Cừ, có vị trí địa lý:
- Phía đông giáp xã Quang Hưng
- Phía tây giáp xã Phan Sào Nam
- Phía nam giáp các xã Đình Cao, Đoàn Đào, Tống Phan
- Phía bắc giáp xã Minh Tân.

Thị trấn Trần Cao có diện tích 4,80 km², dân số năm 2020 là 6.323 người, mật độ dân số đạt 1.317 người/km².

## Hành chính
Thị trấn Trần Cao được chia thành 3 thôn: Cao Xá, Trần Thượng, Trần Hạ.

## Lịch sử
Ngày 22 tháng 9 năm 2000, Chính phủ ban hành Nghị định 50/2000/NĐ-CP về việc thành lập thị trấn Trần Cao, thị trấn huyện lỵ huyện Phù Cừ trên cơ sở toàn bộ 472 ha diện tích tự nhiên và 4.745 người của xã Trần Cao.

## Giao thông
Trên địa bàn thị trấn có 2 tuyến đường chính:
- Quốc lộ 38B chạy từ Ninh Bình, qua Hà Nam, thành phố Hưng Yên, đến thị trấn Trần Cao, sang Thanh Miện tỉnh Hải Dương.
- Tỉnh Lộ 386 chạy dọc huyện Phù Cừ qua tỉnh Thái Bình là huyết mạch giao thông nối Thái Bình và Ân Thi đi Hà Nội. Dự kiến sau khi hoàn tất việc xây dựng cầu La Tiến nối Hưng Yên - Thái Bình thì sẽ nâng cấp tỉnh lộ 386 thành quốc lộ (Lộ trình bến xe La Tiến - Nhật Quang - Trần Cao - Minh Tân - Đa Lộc- Tt Ân Thi).